# Гелейша (Канзас)
Гелейша (англ. Galatia) — місто (англ. city) в США, в окрузі Бартон штату Канзас. Населення — 45 осіб (2020).

## Географія
Гелейша розташована за координатами 38°38′28″ пн. ш. 98°57′28″ зх. д. / 38.64111° пн. ш. 98.95778° зх. д. (38.641167, -98.957902).  За даними Бюро перепису населення США в 2010 році місто мало площу 0,97 км², уся площа — суходіл. В 2017 році площа становила 0,92 км², уся площа — суходіл.

## Демографія
Згідно з переписом 2010 року, у місті мешкало 39 осіб у 20 домогосподарствах у складі 12 родин. Густота населення становила 40 осіб/км².  Було 29 помешкань (30/км²).
Расовий склад населення:
| - 100,0 % — білих |

До двох чи більше рас належало 0,0 %. Частка іспаномовних становила 7,7 % від усіх жителів.
За віковим діапазоном населення розподілялося таким чином: 12,8 % — особи молодші 18 років, 59,0 % — особи у віці 18—64 років, 28,2 % — особи у віці 65 років та старші. Медіана віку мешканця становила 56,3 року. На 100 осіб жіночої статі у місті припадало 178,6 чоловіків;  на 100 жінок у віці від 18 років та старших — 183,3 чоловіків також старших 18 років.
Цивільне працевлаштоване населення становило 5 осіб. Основні галузі зайнятості: виробництво — 60,0 %, роздрібна торгівля — 20,0 %, освіта, охорона здоров'я та соціальна допомога — 20,0 %.